# チンボー川
チンボー川 (チンボーがわ、Rio Timbó) は、ブラジル南部地域サンタカタリーナ州を流れる川。パラナ川水系イグアス川の支流である。
チンボー川はジェラール山脈系エスピガン山脈山麓のサンタ・セシーリア付近を水源とし、途中並行するように流れるタマンドゥアー川と合流してイグアス川に注ぐ。総延長は約100kmで、チンボー・グランデやポルト・ウニアンのサンタクルス・ド・チンボー地区を南北に縦断する。